# آندره سایمن (راننده مسابقه)
آندره سایمن (فرانسوی: André Simon‎؛ زادهٔ ۵ ژانویهٔ ۱۹۲۰ در پاریس، درگذشتهٔ ۱۱ ژوئیهٔ ۲۰۱۲ در اویان-له-بن، اوت سووآ) رانندهٔ مسابقات اتومبیل‌رانی فرمول یک اهل فرانسه بود که از فصل ۱۹۵۱ تا ۱۹۵۲، و دوباره از فصل ۱۹۵۵ تا ۱۹۵۷ در مجموع در دوازده گراند پری شرکت کرد، اما موفق به کسب هیچ امتیازی نشد.
سایمن در ۱۱ ژوئیهٔ ۲۰۱۲ در اویان-له-بن، اوت سووآ درگذشت.